# Station Neuilly - Porte Maillot
Station Neuilly - Porte Maillot is een spoorwegstation aan de spoorlijn Ermont-Eaubonne - Champ-de-Mars. Het ligt in het 17e arrondissement van Parijs.

## Geschiedenis
Het station is op 2 mei 1854 geopend aan de Ligne d'Auteuil. In 1985 werd deze lijn gesloten in verband met de aanleg van de RER C: het traject tussen Courcelles - Levallois en Avenue Henri Martin ging deel uitmaken van de spoorlijn Ermont-Eaubonne - Champ-de-Mars.

## Ligging
Het station ligt op kilometerpunt 6,356 van de spoorlijn Ermont-Eaubonne - Champ-de-Mars (nulpunt tussen Invalides en Musée d'Orsay).

## Diensten
Het station wordt aangedaan door treinen van de RER C tussen Pontoise en Massy-Palaiseau of Pont-de-Rungis - Aéroport d'Orly. Sommige treinen hebben in plaats van Pontoise Montigny - Beauchamp als eindpunt, in verband met capaciteitsproblemen.

## Aansluitingen
- Metro:  (station Porte Maillot)
- RATP-busnetwerk: zeven lijnen
- Noctilien: vier lijnen

## Vorig en volgend station
| Richting                            | Vorig station       | Lijn  | Volgend station | Richting                                                |
| ----------------------------------- | ------------------- | ----- | --------------- | ------------------------------------------------------- |
| Pontoise C1 Montigny - Beauchamp C3 | Pereire - Levallois | RER C | Avenue Foch     | Massy-Palaiseau C2 Pont-de-Rungis - Aéroport d'Orly C12 |

## RER E
Vanaf 6 mei 2024 is het station ook deel van het verlengde traject van RER E, door de verlenging van deze lijn naar het westen tot Mantes-la-Jolie.
Het station werd hierbij uitgebreid, om de verwachte toename van passagiersverkeer op het station Neuilly - Porte Maillot tot 23.000 gebruikers per dag te kunnen opvangen.
Voor Lijn E werd ondergronds nieuwe perrons aan de geboorde lijn aangelegd, met overstapmogelijkheden naar Lijn C van de RER en lijn 1 van de metro. Neuilly - Port Maillot wordt hiermee een belangrijk knooppunt voor het passagiersverkeer in het westen van Parijs. De bijkomende connectiviteit via RER E zal het ook gemakkelijker maken om naar Gare du Nord / Gare de l'Est en de wijk Saint-Lazare te reizen vanuit het station.
Het station werd gegraven onder de middenberm, tussen de ondergrondse parking van het Congrespaleis en de metrotunnel (lijn 1). Het station en de geboorde tunnel (6,1 km lang) werden gebouwd door Bouygues Travaux Publics, in een consortium met DTP Terrassement, Razel-Bec, Sefi-Intrafor, Eiffage TP, Eiffage TP Fondations tegen een gebudgetteerde kostprijs van 460 miljoen euro.